# Adelheid von Schorn
Adelheid von Schorn (* 10. Januar 1841 in Weimar; † 7. Dezember 1916 ebenda) war eine deutsche Schriftstellerin.

## Leben
Adelheid von Schorn war die Tochter der Schriftstellerin Henriette von Schorn, einer geborenen Freiin  von Stein zu Nord- und Ostheim, und des Kunsthistorikers Ludwig Schorn. Sie lebte in  Weimar und pflegte Kontakte zum Literaturhistoriker Adolf Bartels, der sie nach eigenen Angaben redaktionell unterstützte. Mehrfach weilte sie in Rom, so von Dezember 1874 bis Juni 1875, dann erneut im Oktober 1875, ferner von Oktober bis Dezember 1879, von Oktober 1881 bis Februar 1882 sowie im April 1899.
Darüber hinaus war sie Schülerin Franz Liszts und über ihre Mutter befreundet mit Ludwig Bechstein. Sie wohnte in der Belvederer Allee 2, 2a, was nicht weit von Liszts Wohnhaus liegt.
Ihr Nachlass befindet sich im Thüringischen Staatsarchiv.

## Werke
- Zwei Menschenalter. Erinnerungen und Briefe. Hrsg. v. Adelheid von Schorn. Fischer: Berlin 1901 (online – Internet Archive)
- Franz Liszt et la Pcess de Sayn-Wittgenstein (Souvenirs intimes et correspondance), Dujarric et Cie, Paris 1904
- Zwei Menschenalter; Erinnerungen und Briefe aus Weimar und Rom. Greiner u. Pfeiffer: Stuttgart 1913
- Das nachklassische Weimar unter der Regierungszeit Karl Friedrichs und Maria Pawlownas. Gustav Kiepenheuer: Weimar 1911 (online – Internet Archive)